# Palmenhaus
La Palmenhaus (« serre des Palmiers ») est un bâtiment au sein du Burggarten de Vienne, en Autriche.

## Histoire
La première serre de style néo-classique est construite de 1823 à 1826 selon les plans de Ludwig Gabriel von Remy (de) en reprenant l'orangerie du château de Schönbrunn. La paroi arrière du bâtiment fait partie de l'ancienne enceinte de Vienne. Elle est démolie pour laisser place à un nouveau bâtiment de style Art nouveau dessiné par l'architecte Friedrich Ohmann construit entre 1902 et 1906. La décoration de la partie au centre est de Josef Václav Myslbek.
En 1988, le bâtiment est fermé pour des raisons de sécurité, de 1996 à 1998 il est rénové pour 13 millions d'euros et ouvre ensuite. La partie centrale accueille un restaurant, celle de gauche la Schmetterlinghaus (de) (une papillonneraie) et celle de droite sert de serre à la Österreichische Bundesgärten (de).